# Nakagusuku
Nakagusuku (中城村?, Nakagusuku-son) è un villaggio giapponese della prefettura di Okinawa.
Nei suoi pressi si trova il Castello Naka.